# Ghirone
Ghirone est une ancienne commune suisse du canton du Tessin.
Elle a fusionné avec les communes de Aquila, Campo, Olivone et Torre le 22 octobre 2006 pour former la commune de Blenio.

## Ancien domaine skiable
Un téléski construit en 1965 au-dessus du hameau d'Aquilesco permettait la pratique du ski alpin. D'une longueur de 534 m, il desservait une pente orientée au sud-ouest entre 1 230 m et 1 381 m d'altitude. Une station de sports d'hiver encore en activité est située dans la localité voisine de Campo.